# T18 Boarhound
Панцирник T18 Boarhound (англ. Armored Car T18) американський розвідувальний панцирник був виготовлений малою серією для британської армії в час Другої світової війни.

## Історія
Для потреб американської армії в червні 1941 оголосили конкурс на виготовлення середнього і важкого розвідувальних панцирників з компонуванням 6×6 та 8×8. По першій катеґорії почали виготовляти T17 Armored Car, а по другій панцирник T18 компанії Yellow Coach. незважаючи на перемогу проекту армія США не замовила жодного важкого панцирника T18, а британська армія спершу замовила 2500 машин. Через погану прохідність і високу вартість зрештою закупили лише 30 панцирників, жоден з яких не з'явився на полі бою.

## Конструкція
Маса панцирника сягала 26 т, що відповідало масі німецького середнього танка Panzer IV і робило його найважчим з відомих панцирників. Через значну масу та розміри панцирник мав погану прохідність.  З восьми коліс четверо було керованими. Початкову 37 мм гармату замінили британською 57-мм протитанковою гарматою Ordnance QF 6-Pounder 7 cwt. Її доповнювало два 7,62 мм кулемети у башті і у корпусі.

## Модифікації
- T18 з 37 мм гарматою
- T18E1 з компоновкою 6×6
- T18E2 з 57 мм гарматою